# Les Solanes (Hortoneda)
Les Solanes és una ampla solana del terme municipal de Conca de Dalt, a l'antic terme d'Hortoneda de la Conca, al Pallars Jussà, en territori que havia estat del poble d'Hortoneda.
Es troba al nord-oest d'Hortoneda, a la dreta del barranc de la Creu i a l'esquerra de la llau del Racó del Pou, al nord de les Obagues de Senllí i a migdia del Racó del Pou. És també al nord-est de les Barrancs.